# Конференція RSA
Конференція RSA — міжнародна конференція з інформаційної безпеки. На конференції обговорюються технології сучасного захисту інформаційних систем, проблеми безпеки, тенденції розвитку мережевих загроз і шкідливих програм. Вона проводиться в США, Європі та Азії. Найближча конференція RSA відбудеться 16 квітня 2018 року в Сан-Франциско.

## Історія
Конференція RSA заснована компанією RSA Security, яка є підрозділом безпеки компанії EMC Corporation, в листопаді 1991 року, як форум криптографів, на якому у них є можливість обмінюватися новітніми знаннями і досягненнями в області безпеки в інтернеті. Перша конференція, яка тоді називалася «Криптографія, стандарти та публічна політика», що проводилася в готелі Софітел у Редвуд Сіті. У ній взяло участь 50 осіб, конференція почалася о 9:00 і закінчилося о 15:00. З 1993 року конференція стала проводитися щорічно. З 1995 року тема конференції стала вибиратися щорічно на основі якого-небудь значного вкладу в інформаційну безпеку або події, пов'язаного з нею. З 1998 року щорічно особам або організаціям присуджується премія RSA Conference Award за видатний внесок в області математики (криптографії), державної політики та інформаційної безпеки. Зараз конференції RSA і пов'язана з нею RSA конференція фірмових заходів як і раніше куруються RSA за підтримки галузі.

## Коло учасників конференції
Коло учасників конференції — це особлива група «ентузіастів» конференції, яка складається з професіоналів в області безпеки, які взяли участь у загальній складності в п'яти конференціях RSA. Тільки делегати мають право стати членом кола. Раніше коло учасників називався колом засновників або головним колом в США і Європі відповідно. Конференція RSA у відповідності з особливою програмою лояльності дає безліч переваг членам кола:
- Окрема стійка реєстрації для прискорення проходження реєстрації
- Кращі сидячі місця у день відкриття
- Спеціальний обід для членів кола
- Знижки в книжковому магазині Конференції[1]

## Список тем
- 2018: Зараз важдиво
- 2017: Сила можливості
- 2016: З'єднайтесь, щоб захистити
- 2015: Зміна: кинути виклик сьогоднішніх поглядів безпеки
- 2014: Ділитися. Вчитися. Захищати.
- 2013: Безпека в знаннях
- 2012: Великий шифр сильніше меча
- 2011: Пригоди Аліси і Боба
- 2010: Розеттський камінь
- 2009: Едгар Аллан По
- 2008: Алан Тьюринг Метісон
- 2007: Леон Баттіста Альберті
- 2006: Сучасні коди древніх сутрах
- 2005: Коди заборони: контрабандисти і Елізабетта Фрідман
- 2004: Китайська теорема про залишки
- 2003: Таємниці майя
- 2002: Марія, королева Шотландії
- 2001: Пошук позаземного розуму (SETI)
- 2000: Стародавня Греція / Падіння Трої
- 1999: Рунічні камені вікінгів
- 1998: Чернець 16-го століття Тритемий і його книга поліграфії
- 1997: Поштові голуби
- 1996: Шифрувальники навахо Другої Світової війни
- 1995: Єгипетські печатки скарабеїв[2]

## Огляд конференцій

### Конференція RSA 2017: Сила можливості

#### Вступ
RSA 2017 26-та конференція

### Конференція RSA 2016: З'єднайтесь, щоб захистити

#### Вступ
Конференція RSA 2016 стала ювілейною, 25-й за рахунком. Виступи проходили в 30 потоків, кожен з яких був присвячений своїй темі. Найбільшу кількість доповідей довелося на потік спонсорських виступів. Доповіді відбувалися в різних форматах: від прослуховування та виконання лабораторних робіт до обміну думками та вечері.

#### Зміст доповідей
На конференції RSA 2016 традиційно активно обговорювалися теми безпеки мобільних пристроїв і хмарної безпеки. Захід відвідали представники урядових органів США. Міністр оборони був присутній на сесії, на якій оцінювалася здатність США протистояти кібератакам з боку потенційних противників, де він виступив з короткою промовою про важливість кібербезпеки та державно-приватного партнерства. Адмірал Майкл Роджерс, голова АНБ, говорив про те, що на першому місці у спецслужб стоїть захист інтересів держави, а потім все інше. Також АНБ пропонувало запатентовані технології автентифікації користувача по обличчю, виявлення вторгнень і видалення SIM-карти з телефону, захисту USB та інші.

### Конференція RSA 2015: Зміна: кинути виклик сьогоднішнім поглядам безпеки

#### Вступ
На початку конференції RSA 2015 багато уваги було приділено ринку праці, а саме брак фахівців. Майже половина ІТ компаній відчуває брак кадрів, і це на тлі підвищення зарплат. Потім мова зайшла про безпеку мобільних додатків, безконтактних платіжних систем, уразливість менеджерів паролів.

#### Зміст доповідей
Маркус Мюррей (Marcus Murray), фахівець з тестів на проникнення компанії TrueSec, виступив з доповіддю про використання зловмисниками шкідливих файлів, зазвичай зображень з розширенням .jpg, які здатні скомпрометувати сервера на базі актуальних версій Windows. Мюррей отримав доступ до держустанові, назва якого не згадується, прямо під час його виступу на заході. Він скомпрометував вебсервер закачуванням певної фотографії, яку цільова система намагалася відкрити після некоректної завантаження, в результаті чого розширення .jpg змінилося на закінчення .jpg.aspx. Така експлуатації механізму інтеграції активного вмісту в атрибутах зображення лежить в основі демонстраційної атаки Мюррея. Після цього доступ до ресурсів було отримано, і контролер домену опинився під повним керуванням тестувальника. Фахівець також зазначив, що в змішаних середовищах ефективність даної атаки залишається високою. З одною з ключових доповідей виступив експерт Microsoft, який розкрив тему безпеки хмарних технологій. Він згадав, що дані, які люди зберігають у хмарі, не повністю знаходяться під контролем їх володаря, але цілком контролюються фахівцями. Для відсутності занепокоєння в цій схемі не вистачає прозорості.

### Конференція RSA 2014: Ділитися. Вчитися. Захищати.

#### Вступ
Конференція RSA 2014 могла зірватися через скандал, пов'язаний з заявами Едварда Сноудена. Багато компаній відмовилися від участі у заході, значущі особистості в області інформаційної безпеки висловилися про необхідність зриву конференції. Тим не менш, конференція відбулася.

#### Зміст доповідей
Основною темою доповідей стали пісочниці. Cisco та інші компанії пропонували свої рішення в цій області. Алекс Уотсон (Alex Watson), директор компанії Websense по дослідженню загроз, виступив із доповіддю про можливості використання даних, що передаються системою повідомлення про помилки і відмовах операційної системи Windows, для хакерської діяльності. За його словами, ERS передає величезні обсяги даних у вигляді незашифрованих пакетів. Пакети містять всю інформацію про уразливість комп'ютера, а також про програмне забезпечення і підключених периферійних пристроях. Отримання цієї інформації дозволяє хакерам ефективніше перехоплювати і підміняти повідомлення кореспондентів.

### Конференція RSA 2013: Безпека в знаннях

#### Вступ
На конференції RSA 2013 були присутні засновники сучасної криптографії з відкритими ключами, які ділилися своїми поглядами на сучасний стан комп'ютерної безпеки, обговорювали нещодавно опубліковані факти масових хакерських атак на американські компанії і розповідали про своїх поточних дослідженнях.

#### Зміст доповідей
Великою частиною конференції RSA 2013 був вибір кращого з сучасних мобільних пристроїв. Компанія Motorola Solutions показала захищений смартфон AME 2000, який і став переможцем. Смартфон буде використовуватися державними організаціями США. Спеціальною можливістю AME 2000 є можливість переходу в режим підвищеної безпеки, в якому користувачі можуть дзвонити і відправляти повідомлення по каналу, захищеному 256-бітовим алгоритмом шифрування AES. Також телефон вміє сам підключатися до захищених VPN-мереж.

### Конференція RSA 2012: Великий шифр сильніше меча

#### Вступ
Конференція RSA 2012 розпочалася з виконання хором пісні групи Rolling Stones «Ти не завжди можеш отримати те, що хочеш». Вступне слово взяв на себе Арт Ков'єлло (Art Coviello), голова RSA. Потім на заході обговорювалися 3 основні тенденції, що визначають ризики безпеки: хмари, цільові загрози, мобільність.

#### Зміст доповідей
Величезна кількість доповідей на конференції RSA 2012 було присвячено проблемам стандарту мобільного зв'язку GSM. Експерти в області інформаційної безпеки вказали на легкість компрометації мобільних мереж, яка була викликана загальним збільшенням доступних обчислювальних потужностей. Про це також згадав Аарон Тернер (Aaron Turner), засновник компанії N4struct, в ході свого виступу. Роб Малан (Rob Malan), один із засновників компанії Arbor Networks, у своїй доповіді пояснив, наскільки легко зламувати мобільні пристрої, як можна перехоплювати дані і як робити з телефону прослушивающее пристрій. Малан пов'язав вразливість GSM коду з відсутністю контролю над цим стандартом. Експерти також відзначають, що корумпованість у сфері мобільного зв'язку дає хакерам свободу дій. Наприклад, за номером телефону за допомогою атаки методом повного перебору на GPRS-протоколи можна отримати доступ до пристрою. Компанія Cisco анонсувала нову концепцію протидії сучасним ІТ загрозам. Вони запропонували змінити парадигму захисту, перейти від розмежування мереж до захисту даних в самій мережі з використанням єдиних підходів як для фізичних, так і віртуальних сегментів інфраструктури.

### Конференція RSA 2011: Аліса і Боб

#### Вступ
Конференція RSA 2011 стала ювілейною, 20-ю за рахунком. У ній взяли участь понад 350 компаній. В якості теми конференції були обрані імена — Аліса і Боб, які використовуються у криптографії для позначення взаємодіючих агентів.

#### Зміст доповідей
Основною темою доповідей на конференції стали хмарні обчислення і завдання підвищення довіри до них.
Ключовим була доповідь Арту Ковьелло (Art Coviello), глави RSA. Він заявив, що для того, щоб досягти довіри до «хмар», необхідно відмовитися від елементів безпеки, розроблених для фізичних інфраструктур. Він також зазначив, що необхідно звернутися до технологій віртуалізації, це буде єдиним рішенням для забезпечення «хмарної» безпеки, і досягти такого ж рівня видимості і керованості «хмарними» середовищами, який на сьогоднішній день доступний по відношенню до фізичних середовищ.
У зв'язку з цим RSA анонсувала власну платформу Clod Trust Authority, розроблену для побудови безпечних хмарних сервісів.
Енріке Салем (Enrique Salem), керівник компанії Symantec, присвятив доповідь концепції «контекстної безпеки» і представив оновлену версію Endpoint Protection 12. Нова система використовує репутаційні оцінки для захисту від шкідливого програмного забезпечення. На основі даних, зібраних від 175 мільйонів кінцевих користувачів, створюються рейтинги і виявляються потенційно небезпечні ресурси. Також у своїй доповіді Енріке Салем торкнувся проблеми консьюмерізації та зростаючої популярності мобільних платформ, які вимагають впровадження абсолютно нових інструментів захисту, які застосовуються для доступу в мережу і не залежать від місця розташування користувача.
Віце-президент компанії Microsoft, Скотт Чарні (Scott Charney), присвятив доповідь розвитку концепції карантину інфікованих персональних комп'ютерів. Він заявив, що Microsoft планує впровадити сертифікати здоров'я ПК, що виходять в мережу, і обмеження доступу в мережу для інфікованих ПК. Також необхідно відзначити, що на конференції RSA у 2011 році було багато доповідачів, які представляють органи державної влади США. Майкл Чертофф (Michael Chertoff), який займав пост секретаря міністерства внутрішніх справ та безпеки до 2009 року, заявив, що найважливіші проблеми США на сьогоднішній день: неготовність до кібератак, недостатня захищеність урядових мереж, енергосистем та інших об'єктів державного значення. Генерал Кейт Олександр (Keith Alexander), командувач U. S. Cyber Command і директор Агентства національної безпеки США, зазначив, що промисловість потребує допомоги військових для захисту важливих інфраструктур.

## Скандал навколо конференції RSA 2014
Незадовго до конференції RSA 2014 Едвард Сноуден зробив заяву, в якій говорилося про отримання хабаря в розмірі 10 млн доларів компанією RSA Security від представників Агентства національної безпеки США. За його словами, RSA і АНБ уклали угоду, за умовами якої розроблений АНБ генератор псевдовипадкових чисел Dual EC DRBG повинен був проникнути в різне ПО, що випускається RSA. Особливе занепокоєння викликало його використання в популярній утиліті для шифрування особистих даних RSA BSAFE. У секретній інформації, переданої Сноуденом, йшлося про можливості розшифровки особистих даних агентами спецслужб, так як у алгоритмі раніше були знайдені різні уразливості. Після цього експерти в області захисту інформації закликали відмовитися від продукції компанії RSA.

## Цікаві факти
- В якості зіркового гостя на конференцію RSA 2016 був запрошений актор і режисер Шон Пенн. Роком раніше конференцію RSA відвідав актор і режисер Алек Болдуін.
- У конференції регулярно бере участь компанія Лабораторія Касперського.
- Існує офіційний мобільний додаток конференції RSA, в якому можна в реальному часі стежити за поточними подіями, шукати необхідну організаційну інформацію та ін.
- Глава фінської компанії F-Secure Мікко Хиппонен (Mikko Hyppönen) на конференції RSA 2014, яку він в результаті не відвідав, планував виступити з доповіддю на тему «Уряди — головні автори шкідливих програм».
- Частими гостями конференцій RSA є відомі особистості в сфері інформаційної безпеки: Уітфілд Діффі, Аді Шамір, Брюс Шнайер, Марк Руссинович, Рональд Лінн Рівестом та ін.
- Джеррі Гемблін (Jerry Gamblin), експерт з інформаційної безпеки, запропонував спосіб, завдяки якому будь-який бажаючий міг пройти на конференцію RSA 2016 безкоштовно. Він виявив, що рушники з готелю, де він зупинився, були оснащені для запобігання крадіжок RFID-мітками, які були і на пропусках на конференцію. З допомогою пристрою Proxmark3 для роботи з мітками Гемблін домігся того, щоб рушники та перепустки використовували одну і ту ж мітку[11].